# Angelina Ballerina (desenho animado)
Angelina Ballerina é uma série de desenho animado britânica, baseada na série de livros infantis de mesmo nome da autora Katharine Holabird e ilustradora Helen Craig. A série é sobre Angelina Mouseling, uma jovem camundonga que adora dançar balé, sua família e colegas de classe, Finty Williams interpretou a voz de Angelina, e sua mãe na vida real, Judi Dench, interpretou a voz de Miss Lilly, sua antiga professora de balé.
O programa teve 40 episódios de 15 minutos de duração, além de 3 especiais mais longos, que foram ao ar entre 2002 e 2006. A série foi produzida pela HIT Entertainment no Reino Unido, 9 Story Entertainment no Canadá e a Public Broadcasting Service nos Estados Unidos. Foi ao ar pela PBS nos Estados Unidos e pela CITV no Reino Unido, onde foi apresentado pela Connecticut Public Television.
A SD Entertainment, HIT Entertainment, 9 Story Entertainment e a PBS Kids Magic Balloons produziram um renascimento do CGI, Angelina Ballerina: The Next Steps, que foi ao ar de 2009 a 2010. Um segundo renascimento, co-produzido pela Mattel e pelo 9 Story Media Group, estrearia em 2017 ao lado do renascimento da Barney & Friends, mas nem a Mattel nem o 9 Story Media Group forneceram mais informações desde então.

## Personagens e Elenco de voz
- Angelina Mouseling (dublada por Finty Williams) - Uma mouseling branca mal-humorada, quieta e de voz suave que adora dançar e sempre sonha em se tornar uma famosa bailarina prima. Ela costuma usar blusa de malha rosa, tutu, colete, fita de cabelo e sapatilhas de balé.
- Miss Lilly (dublada por Judi Dench) - professora de balé de Angelina. Ela cresceu em Dacovia, que é uma terra distante de Mouseland. Ela é mencionada às vezes na série de TV Angelina Ballerina: The Next Steps e uma foto dela é vista na nova escola de dança de Angelina.
- Alice Nimbletoes (dublada por Jo Wyatt) - a melhor amiga de voz suave de Angelina, que é muito habilidosa em ginástica. Ela é morena e geralmente usa uma blusa de malha verde, tutu, colete, fita para o cabelo e sapatilhas de balé. Ela tem um apetite muito grande. Ela também aparece na série de TV Angelina Ballerina: Os Próximos Passos.
- William Longtail (dublado por Keith Wickham) - Um dos dois garotos da aula de balé da Srta. Lilly. Em um dos episódios, é mostrado que ele tem uma queda por Angelina.
- Sr. Longtail (dublado por Keith Wickham) - O pai de William, que trabalha como motorista de táxi e elogia seu filho por qualquer esforço que ele tente fazer, especialmente se for a primeira vez.
- Priscilla e Penelope Pinkpaws (dubladas por Jonell Elliott e Jo Wyatt) - duas irmãs gêmeas que provocam e menosprezam quase todo mundo, incluindo um ao outro. Eles são particularmente ciumentos de Angelina por seu talento em dançar. Priscilla usa blusa de malha lilás, tutus, sapatilhas de balé lilás e uma fita de cabelo roxa. Penelope usa uma blusa de malha roxa, tutu, sapatilhas de balé roxas e uma fita de cabelo lilás. Eles também têm um irmão mais novo nos episódios Surpresa de Angelina e Bilhetes para o Ballet.
- Sammy Watts (dublado por Jo Wyatt) - Um dos colegas de Angelina na escola. Sammy é um valentão que geralmente causa problemas para William e Angelina particularmente, mas tem um coração de ouro. Ele costuma ser visto usando um chapéu amarelo com um ponto vermelho no meio.
- Sr. Watts, o pai de Sammy, que só apareceu em alguns episódios. Seu primeiro nome nunca é usado.
- Maurice Mouseling (dublado por Keith Wickham) - pai de Angelina e Polly e proprietário do Mouseland Gazette . Em "Angelina Ballerina: The Next Steps", Maurice trabalha para o Mouseland Herald, que exige que Matilda, Angelina e Polly se mudem para o outro lado do Chipping Cheddar. Ele também pega soluços quando come muitas tortas de queijo.
- Sra. Matilda Mouseling (dublada por Jonell Elliott) - mãe de Angelina e Polly. Seu sobrenome de solteira é Fielding. Ela tem uma irmã Amanda, que tem um filho.
- Polly Mouseling - A filha mais nova de Maurice e Matilda e a irmã mais nova de Angelina. Polly é uma criança de pêlo marrom e costuma usar um vestido rosa. Na série de TV Angelina Ballerina: Os Próximos Passos, Polly é de 4 anos de idade com pele branca em vez de marrom e ela usa um jumper azul com uma T-shirt amarelo.
- Vovó Sophia Mouseling e vovô Jeffrey Mouseling (dublada por Adrienne Posta e Keith Wickham) - Angelina, Polly e os avós de Henry e os pais de Maurice e Louis. Eles são mencionados às vezes em Angelina Ballerina: The Next Steps.

Tio Louis Mouseling (dublado por Rob Rackstraw) - irmão de Maurice, tio de Angelina e Polly, cunhado de Matilda e pai de Henry.
- Tia Lavender Mouseling (dublada por Finty Williams) - esposa de Louis, tia de Angelina e Polly, cunhada de Maurice e mãe de Henry.
- Henry Mouseling (dublado por Jo Wyatt) - Angelina e de voz suave primo, Lavender de Polly e o filho de Louis, avó e neto do vovô, e Matilda e sobrinho de Maurice.

Sra. Hodgepodge (dublada por Finty Williams ) - a vizinha de Angelina e Polly que não gosta de dançar. Ela sempre parece mal-humorada e é vista com medo pela maioria das mouselings do Chipping Cheddar, mas ocasionalmente ajuda as mouselings frequentemente quando menos esperam.
- Doctor Tuttle (dublado por Keith Wickham) - O médico na cidade de Chipping Cheddar.

Miss Quaver - a pianista nervosa da Miss Lilly, que toca piano durante as aulas de dança.
- Sr. Ivor Operatski (dublado por Derek Jacobi) - Um velho amigo de Miss Lilly e um coreógrafo severo. Angelina está convencida (erradamente, como se vê) de que ele odeia mouselings.
- Rainha Seraphina - Uma amiga de infância de Miss Lilly e a atual rainha de Mouseland.
- Rei Ferdinand - marido de Seraphina e rei de Mouseland.
- Princesa Valentine - filha do meio da rainha Seraphina.
- Anya Mousezauski - Um rato tímido que vem para Chipping Cheddar como parte de uma família de migrantes de Dacovia trabalhando durante a temporada de colheita. Ela tem uma orelha com uma mancha preta que Sammy e os gêmeos Pinkpaws tiram sarro. Ela faz amizade com Angelina e Alice e depois se junta à aula de balé da Srta. Lilly quando ela volta ao Chipping Cheddar para uma visita.
- Sra. Pinkpaws é a mãe dos gêmeos Priscilla e Penelope e seu irmão mais novo. Ela aparece em alguns episódios. Ela tem um sotaque do sul e usa uma grande quantidade de jóias.
- Sra. Chalk - Professora da turma de Angelina na escola e pode ser rigorosa e justa com seus alunos.
- Sra. Dedal - O idoso dono de loja de bom coração.
- Mr. Ratchett - Construtor e motorista de guindaste.
- Twitchett - Uma velhinha gentil que adora embrulhar as coisas.
- Narrador - (dublado nos audiolivros por David Holt) - Um narrador invisível, gentil e amigável, que conta as histórias para o público e examina a trama de cada um. Apesar de ser usado como uma narração automática, o Narrator nunca é visto na tela, nem mesmo na sua sombra.

## Lançamento
Difusão
Esta série também é exibido em minúsculo Pop e CITV no Reino Unido, Teletoon no Canadá, PBS Kids Sprout (agora Universal Kids) nos Estados Unidos, e Arutz HaYeladim em Israel.
Outras estreias foram
- Rússia: Karusel, Rússia 1, 2X2
- República Tcheca: ČT1, TV Barrandov
- África do Sul: e.tv
- Panamá: TVN (Panamá), FETV
- Brasil: TV Brasil
- Bolívia: Bolivision, Bolívia TV
- Tailandês: Workpoint TV
- América Latina: Clan, Nick Jr., Nickelodeon
- Japão: NHK, WOWOW

Lançamentos de DVD e VHS no Reino Unido
- Meet Angelina Ballerina (2002) (ingressos para balé, dois ratos em um barco)
- Angelina Ballerina: Friends Forever (2002) (Boneca de Pano de Bailarina, Surpresa de Angelina, Tandems do Tesouro, Presente de Alice)
- Angelina Ballerina: The Magic of Dance (William, o Conjurer, Angelina e Vovó, Miss Lilly Vem Jantar)
- Angelina Ballerina: The Dance Of Friendship (2004) (Angelina e Anya, presente de Alice)
- Angelina Ballerina: All Dancers on Deck / Angelina Ballerina: Angelina Sets Sail (2005)
- Angelina Ballerina: Angelina And The Sleeping Beauties / Angelina Ballerina: Princess Dance (2005)
- Angelina Ballerina: The Big Performance (2005) (O Banquete Real, Angelina, a Detetive do Mouse, Irmãzinha de Angelina, The Ball Costume)
- Angelina Ballerina: Angelina segue seus sonhos (2007)
- Angelina Follows Her Dreams (2007)

## Recepção
No Indie Awards de 2004, o primeiro episódio da 2ª temporada "The Proposal" foi nomeado vencedor da categoria de Melhor Animação.

## Outras mídias
Mercadoria e Avivamentos
Os brinquedos e livros da Angelina Ballerina foram lançados, Em agosto de 2009, a SD Entertainment e a HIT Entertainment anunciaram que estavam trabalhando em uma nova série CGI chamada Angelina Ballerina: The Next Steps. A série é sobre Angelina indo para uma escola de artes cênicas, a série decorreu de 5 de setembro de 2009 a 13 de novembro de 2010. A série foi criticada pelos fãs do original pela reformulação ou remoção de vários personagens e pela mudança de cenário e formato, entre outras coisas.
Em 6 de outubro de 2015, durante o MIPCOM, a Mattel e o 9 Story Media Group anunciaram uma aliança comercial de longo prazo para um segundo renascimento de Angelina Ballerina, programado para ir ao ar em 2017, juntamente com o renascimento do programa de HIT Entertainment Barney & Friends.
No entanto, nem a Mattel nem o 9 Story Media Group forneceram mais informações desde o anúncio. As reinicializações foram finalmente canceladas e / ou descartadas em 2017.

## Ligações externos
- Series homepage
- Angelina Ballerina. no IMDb.
- Angelina Ballerina de Big Cartoon Database